# Hatohobei
Hatohobei è uno dei 16 stati in cui si divide Palau.
È più meridionale delle 16 isole in cui si divide Palau. Le sue lingue ufficiali sono l'inglese, il tobiano ed il sonsorolese.